# Sint-Jozefkerk (Venhorst)
De Sint-Jozefkerk is een kerkgebouw in Venhorst in de gemeente Boekel in de Nederlandse provincie Noord-Brabant. De kerk staat aan het Sint Josephplein 18 in het midden van het dorp. Voor de kerk staat een Heilig Hartbeeld.
De kerk is opgedragen aan Jozef van Nazareth.

## Geschiedenis
In 1934 werd de kerk in gebruik genomen naar het ontwerp van architect J. Elemans.
In 1954 werd het de kerk uitgebreid naar het ontwerp van architect Jan Strik.

## Opbouw
De bakstenen kruiskerk is opgetrokken in Delftse Schoolstijl en bestaat uit een eenbeukig schip met vijf traveeën en een transept met een verhoogde vieringstoren. De vieringtoren wordt gedekt door een tentdak met achtzijdige klokkentoren (dakruiter) die getopt wordt door een ui. De dwarsbeuken en het schip worden gedekt door zadeldaken. De gevels hebben rechthoekige vensters en de zijgevels hebben steunberen.